# Wachsgetreide
Wachsgetreide (oder auch: wachsiges Getreide) ist ein Sammelbegriff für alle Getreidearten, bei denen die enthaltene Stärke fast vollständig oder überwiegend aus Amylopektin besteht und nur sehr wenig Amylose enthält. Dies hat zur Folge, dass deren Quell- und Verdickungseigenschaften deutlich stärker sind als die der analogen normalen Getreidearten. Daher finden Produkte aus Wachsgetreide überwiegend Verwendung bei der Herstellung von Suppen und Soßen. Ferner werden sie in der Steril-, Gefrierkonserven-, Stärke- und Wurstindustrie eingesetzt. Die wachsigen Getreide werden auch als Klebgetreide (Klebreis, Klebmais, Klebhirse) bezeichnet.

## Zusammensetzung
Während normale Reisstärke aus 12–35 %, normale Maisstärke aus 20–30 %, normale Weizen- und Sorghumstärke aus 25 %  Amylose bestehen (der Rest ist Amylopektin), kommt Wachsreis (oder Klebreis) nur auf bis zu 6 %, Wachsmais nur auf bis zu 2 % Amylose.